# Сичане
Сичане су насељено место у саставу општине Дицмо, Сплитско-далматинска жупанија, Република Хрватска.

## Историја
До територијалне реорганизације у Хрватској налазиле су се у саставу старе општине Сињ.

## Становништво
На попису становништва 2011. године, Сичане су имале 502 становника.
| Број становника по пописима | Број становника по пописима | Број становника по пописима | Број становника по пописима | Број становника по пописима | Број становника по пописима | Број становника по пописима | Број становника по пописима | Број становника по пописима | Број становника по пописима | Број становника по пописима | Број становника по пописима | Број становника по пописима | Број становника по пописима | Број становника по пописима | Број становника по пописима |
| --------------------------- | --------------------------- | --------------------------- | --------------------------- | --------------------------- | --------------------------- | --------------------------- | --------------------------- | --------------------------- | --------------------------- | --------------------------- | --------------------------- | --------------------------- | --------------------------- | --------------------------- | --------------------------- |
| 1857                        | 1869                        | 1880                        | 1890                        | 1900                        | 1910                        | 1921                        | 1931                        | 1948                        | 1953                        | 1961                        | 1971                        | 1981                        | 1991                        | 2001                        | 2011                        |
| 488                         | 490                         | 486                         | 487                         | 508                         | 479                         | 612                         | 568                         | 647                         | 705                         | 793                         | 738                         | 641                         | 531                         | 449                         | 502                         |

### Попис1991.
На попису становништва 1991. године, насељено место Сичане је имало 531 становника, следећег националног састава:
| Попис 1991.‍  | Попис 1991.‍  | Попис 1991.‍ | Попис 1991.‍ | Попис 1991.‍ |
| ------------ | ------------ | ----------- | ----------- | ----------- |
|              |              |             |             |             |
| Хрвати       | Хрвати       |             | 496         | 93,40%      |
| Срби         | Срби         |             | 11          | 2,07%       |
| Југословени  | Југословени  |             | 9           | 1,69%       |
| неопредељени | неопредељени |             | 15          | 2,82%       |
| укупно: 531  |              |             |             |             |

## Презимена
- Нерловић — Православци